# Benoît Friart
 (février 2022).
Si vous disposez d'ouvrages ou d'articles de référence ou si vous connaissez des sites web de qualité traitant du thème abordé ici, merci de compléter l'article en donnant les références utiles à sa vérifiabilité et en les liant à la section « Notes et références ».
Pour les articles homonymes, voir Friart.
Benoît Y. Friart est un homme politique belge né à Haine-Saint-Paul le 3 juin 1951. 
Il est Licencié en Sciences économiques (UCLouvain FUCaM Mons), Officier de réserve et brasseur.
Il est aussi membre du Mouvement réformateur.

## Famille de brasseurs
Benoît Friart est issu d'une famille de brasseurs qui, depuis 1873, gère la Brasserie St-Feuillien dont il est le Président du Conseil d'administration.
La brasserie est située au centre de la commune du Rœulx en province de Hainaut et fabrique plusieurs bières dont la St-Feuillien, la Grisette, la Saison et la Grand Cru.
En 2015, la Brasserie St-Feuillien produit également la Car d'Or en partenariat avec Mons 2015.

## Bourgmestre du Rœulx
Benoît Friart occupait la fonction de Bourgmestre du Rœulx de 2006 à 2024.
Il est élu en 2006 avec 1.543 voix de préférence et est réélu en 2012 avec 1.825 voix de préférence.

## Député à la Chambre des représentants
Benoît Friart est élu à la Chambre des représentants de la circonscription de Hainaut le 25 mai 2014.
Il siège comme membre effectif dans les commissions suivantes :
- Commission de l'Économie, de la Politique scientifique, de l'Éducation, des Institutions scientifiques et culturelles nationales, des Classes moyennes et de l'Agriculture.
- Commission chargée des Problèmes de Droit commercial et économique.
- Commission des Pétitions.

Il siège comme membre suppléant dans les commissions suivantes :
- Commission de l'Intérieur, des Affaires générales et de la Fonction publique.
- Commission de la Justice.
- Commission de la Défense nationale.